# Jacqui McQueen
Jaqueline Bernadette "Jacqui" McQueen (apellido de soltera McQueen, previamente Malota & Ashworth) es un personaje ficticio de la serie de televisión británica Hollyoaks interpretada por el actriz Claire Cooper desde el 26 de septiembre de 2006, hasta el 26 de abril de 2013.

## Biografía
En noviembre del 2012 Jacqui vio morir a su esposo Rhys, luego de que quedara aplastado bajo una pared luego de que la van que manjeba Maddie Morrison chocara en el lugar donde se celebraban las bodas de Ste & Doug y de Tony & Cindy.